# 송이한
송이한(1994년 8월 11일 ~ )은 대한민국의 가수다. 2018년 노래 '이유 (Prod. 양다일)'로 데뷔했다.

## 방송
- 블라인드 뮤지션 (2018) - 우승
- 복면가왕 (2022) - 1라운드 탈락 [길거리 토스트]

## 음반
- 블라인드 뮤지션 (2018.06.03)
- 안녕이라는 말 (2019.03.25)
- 어서오세요 마녀상점 (웹드라마) OST - Part.2 (2019.10.06)
- fade away (2020.03.25)
- 기막힌 유산 OST Part.7 (2020.05.24)
- 밝게 빛나는 별이 되어 비춰줄게 (2020.12.29)
- 나의 틈 (2021.12.12)
- 365일 (2022.02.07)
- 나의 두 눈은 그대를 바라보고 (2022.06.12)
- 뷰티플 모먼트 OST 스페셜 트랙 (2022.08.28)
- 내 세상을 주고 싶어 (2023.04.09)
- After (2023.05.07)